# Terzaga
Terzaga è un comune spagnolo di 20 abitanti situato nella comunità autonoma di Castiglia-La Mancia.